# Steve Regier
Steven Regier (né le 31 août 1984 à Spruce Grove, dans la province de l'Alberta au Canada) est un joueur canadien de hockey sur glace professionnel. Il évolue au poste d'ailier gauche.

## Carrière de joueur
En 2000, il débute avec les Tigers de Medicine Hat dans la Ligue de hockey de l'Ouest. Les Tigers remportent la Coupe Ed Chynoweth 2004. Il a été repêché en 5e ronde, 148e au total par les Islanders de New York au repêchage d'entrée de 2004. Il passe alors professionnel et est assigné par les Islanders aux Sound Tigers de Bridgeport dans la Ligue américaine de hockey. Un an plus tard, il joue ses premiers matchs dans la Ligue nationale de hockey. Au cours de la 2008-2009, il porté les couleurs des Blues de Saint-Louis. Il évolue dans le championnat d'Autriche avec les EC Red Bull Salzbourg. L'équipe remporte la coupe continentale 2010.

## Statistiques
| Saison     | Équipe                     | Ligue      |    | Saison régulière | Saison régulière | Saison régulière | Saison régulière | Saison régulière |   | Séries éliminatoires | Séries éliminatoires | Séries éliminatoires | Séries éliminatoires | Séries éliminatoires |
| Saison     | Équipe                     | Ligue      | PJ | B                | A                | Pts              | Pun              | PJ               | B | A                    | Pts                  | Pun                  |                      |                      |
| 2000-2001  | Tigers de Medicine Hat     | LHOu       | 1  | 0                | 0                | 0                | 0                | -                | - | -                    | -                    | -                    |                      |                      |
| 2001-2002  | Tigers de Medicine Hat     | LHOu       | 59 | 1                | 4                | 5                | 31               | -                | - | -                    | -                    | -                    |                      |                      |
| 2002-2003  | Tigers de Medicine Hat     | LHOu       | 61 | 11               | 10               | 21               | 114              | 11               | 2 | 2                    | 4                    | 20                   |                      |                      |
| 2003-2004  | Tigers de Medicine Hat     | LHOu       | 72 | 25               | 35               | 60               | 111              | 18               | 5 | 11                   | 16                   | 20                   |                      |                      |
| 2004-2005  | Sound Tigers de Bridgeport | LAH        | 75 | 7                | 15               | 22               | 43               | -                | - | -                    | -                    | -                    |                      |                      |
| 2005-2006  | Sound Tigers de Bridgeport | LAH        | 76 | 16               | 22               | 38               | 54               | 7                | 0 | 2                    | 2                    | 6                    |                      |                      |
| 2005-2006  | Islanders de New York      | LNH        | 9  | 0                | 0                | 0                | 0                | -                | - | -                    | -                    | -                    |                      |                      |
| 2006-2007  | Sound Tigers de Bridgeport | LAH        | 77 | 19               | 27               | 46               | 77               | -                | - | -                    | -                    | -                    |                      |                      |
| 2006-2007  | Islanders de New York      | LNH        | 1  | 0                | 0                | 0                | 0                | -                | - | -                    | -                    | -                    |                      |                      |
| 2007-2008  | Sound Tigers de Bridgeport | LAH        | 65 | 19               | 25               | 44               | 60               | -                | - | -                    | -                    | -                    |                      |                      |
| 2007-2008  | Islanders de New York      | LNH        | 8  | 0                | 0                | 0                | 4                | -                | - | -                    | -                    | -                    |                      |                      |
| 2008-2009  | Rivermen de Peoria         | LAH        | 73 | 22               | 28               | 50               | 61               | 7                | 2 | 2                    | 4                    | 4                    |                      |                      |
| 2008-2009  | Blues de Saint-Louis       | LNH        | 8  | 3                | 1                | 4                | 4                | -                | - | -                    | -                    | -                    |                      |                      |
| 2009-2010  | EC Red Bull Salzbourg      | EBEL       | 38 | 10               | 21               | 31               | 63               | 18               | 0 | 6                    | 6                    | 22                   |                      |                      |
| 2009-2010  | EC Red Bull Salzbourg      | CC         | 3  | 1                | 2                | 3                | 14               |                  |   |                      |                      |                      |                      |                      |
| 2010-2011  | EC Red Bull Salzbourg      | EBEL       | 50 | 11               | 22               | 33               | 16               | 18               | 4 | 8                    | 12                   | 8                    |                      |                      |
| 2011-2012  | EC Red Bull Salzbourg      | EBEL       | 30 | 7                | 17               | 24               | 16               | 6                | 0 | 0                    | 0                    | 4                    |                      |                      |
| 2012-2013  | EC Red Bull Salzbourg      | EBEL       | 50 | 11               | 20               | 31               | 20               | 12               | 2 | 7                    | 9                    | 2                    |                      |                      |
| 2013-2014  | Nürnberg Ice Tigers        | DEL        | 37 | 6                | 11               | 17               | 12               | -                | - | -                    | -                    | -                    |                      |                      |
| Totaux LNH | Totaux LNH                 | Totaux LNH | 26 | 3                | 1                | 4                | 8                | -                | - | -                    | -                    | -                    |                      |                      |